# 滝頭公園
滝頭公園（たきがしらこうえん）は、愛知県田原市にある公園。公園分類は総合公園。

## 概要
滝頭山の麓、衣笠山の近くにあり、閑静で自然豊な公園である。
毎年4月上旬になると約1万本の桜が満開になり、桜並木の中を車が走ることが出来る。また、秋には約5000本の紅葉が楽しめる景勝地である。園内にはテニスコートや球場、ジョギングコースなどが整備されており、球場では時折市内の小中学生が野球の練習や試合をしている。

## 施設

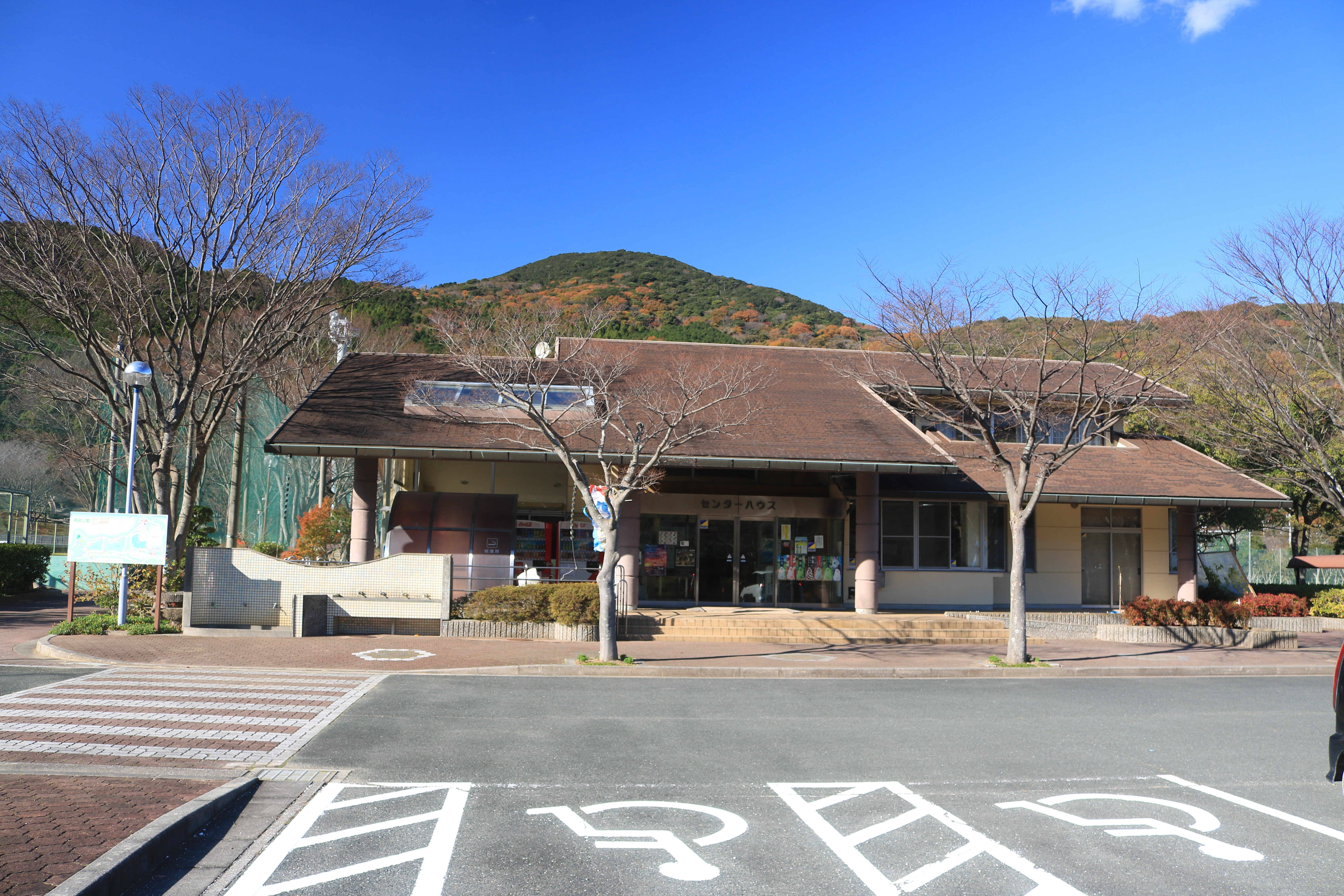
センターハウス

- テニスコート
- 滝頭球場
- 多目的広場
- キャンプ場
- アドベンチャー広場
- 親水広場

など
- センターハウス

## 公園内の名所
- 桜並木（数十本ほど）
- 滝頭上池
- 滝頭下池
- 滝頭不動

など

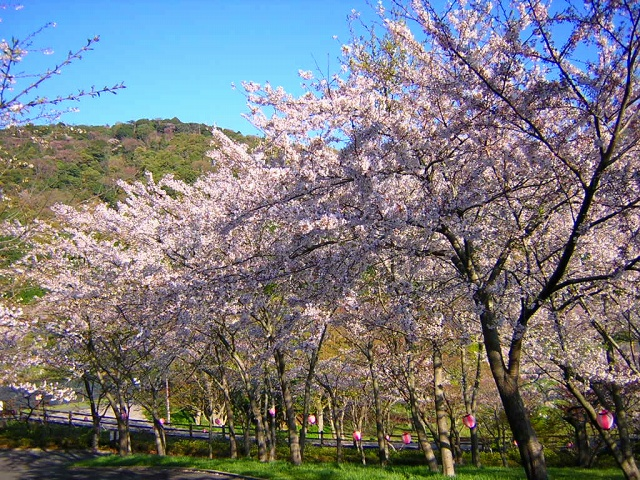
滝頭公園の桜並木（2004年4月5日撮影）
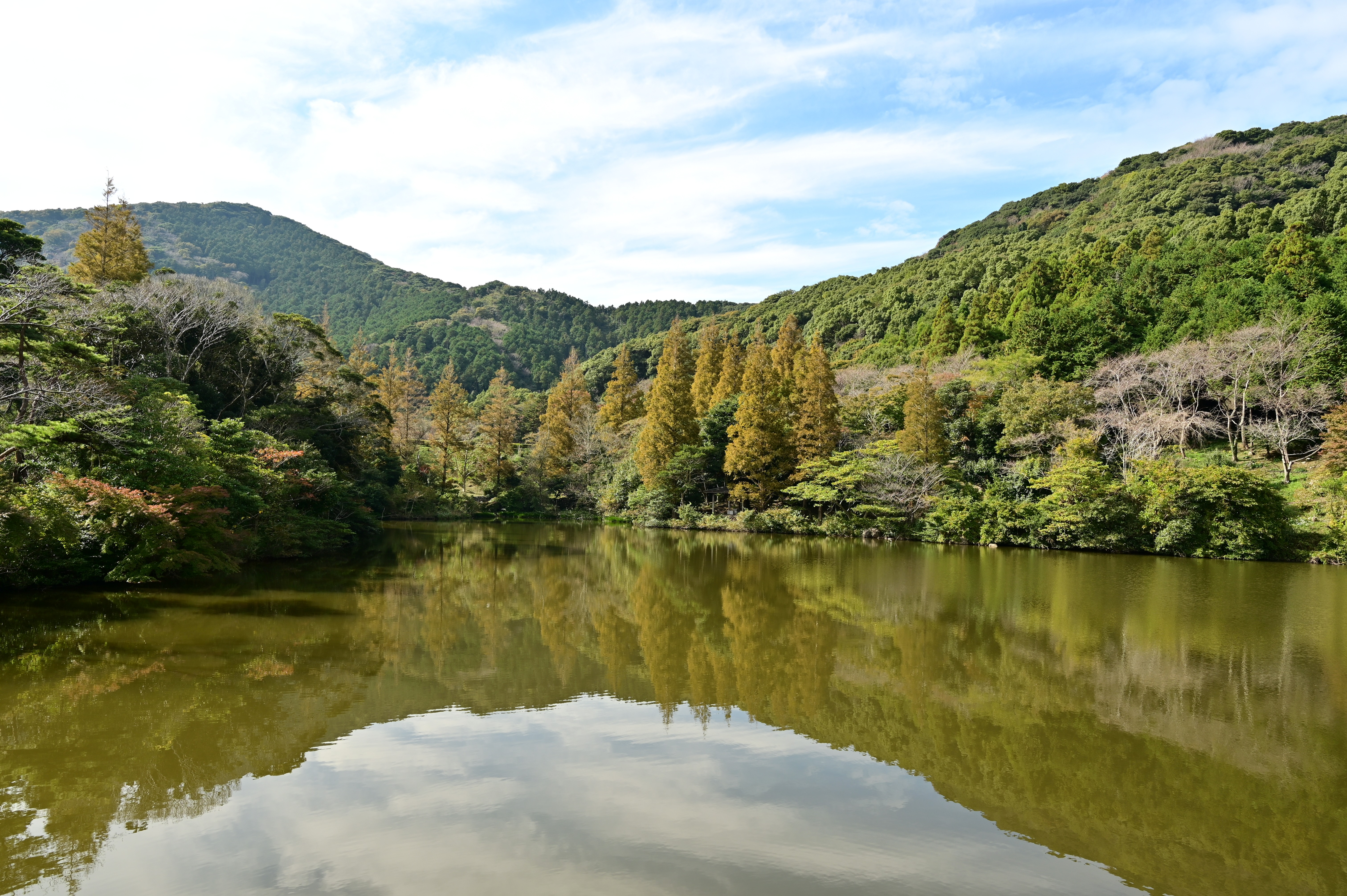
滝頭上池

## 交通アクセス
- 田原市ぐるりんバス「滝頭公園」バス停下車。